# John van Kesteren
Gerrit Jan (John) van Kesteren (Den Haag, 4 mei 1921 – Jupiter (Florida), 11 juli 2008) was een Nederlands tenor.

## Levensloop

### Jeugd en opleiding
Hij was zoon van politieagent Hendrik van Kesteren en Gerritje Vreedeveld, die vanuit Twente naar Den Haag trokken. John van Kesteren werkte eerst als elektronische telexspecialist voor de PTT. Zijn eerste optreden als (amateur)zanger was in de operette Les cloches de Corneville van Jean Robert Planquette (muziek) en Louis Clairville en Charles Gabet (libretto) met de operettevereniging van Apeldoorn in 1942. Tijdens de Tweede Wereldoorlog trad hij nog in vijf verschillende andere Franse en Duitse operettes als zanger op. Vanaf 1946 studeerde hij zang aan het Koninklijk Conservatorium van zijn geboortestad, onder andere bij de bas Willem Ravelli. Hij studeerde verder bij Lothar Wallerstein, die zelf aan de Weense Staatsopera verbonden was.

### De operazanger
Zijn operadebuut vierde hij in 1947 met het ensemble van de Weense Staatsopera in Scheveningen in Der Rosenkavalier van Richard Strauss. Een jaar later maakte hij zijn Amsterdamse debuut, onder Erich Kleiber in Richard Wagners Tristan en Isolde.
Hij voltooide zijn muziekstudies bij Nadia Boulanger in Parijs en bij Vera Schwarz in Salzburg.
Op 5 februari 1952 maakte John van Kesteren zijn televisiedebuut bij de eerste operauitzending in Nederland in de rol van Bastien, in de opera Bastien und Bastienne van Wolfgang Amadeus Mozart (muziek) en Friedrich Wilhelm Weiskern, Johann H. F. Müller en Johann Andreas Schachtner (libretto). In 1954 kwam hij aan de Komische Oper in Berlijn en zong de rol van "Nurreddin" in de opera Der Barbier von Baghdad van Peter Cornelius, die naast de muziek ook het libretto schreef. Vanaf 1956 zong hij aan de Stedelijke opera in Berlijn, onder ander in de titelrol van de opera Le comte Ory van Gioacchino Rossini (muziek) en Eugène Scribe en Charles-Gaspard Delestre-Poirson (libretto). In 1959 verhuisde de tenor naar München en kreeg een contract aan het Theater am Gärtnerplatz en later ook aan het Deutsche National Theater. In München heeft hij een groot deel van zijn leven doorgebracht en zong hij 33 opera's en operettes. Onvergetelijk blijven zijn rollen in Platée ou Junon jalouse van Jean-Philippe Rameau (muziek) en Jacques Autreau, rev. van Adrien-Joseph Le Valois d'Orville (libretto), en als "Chapelou" in Le Postillon de Lonjumeau van Adolphe Adam (muziek) en Adolphe de Leuven en Léon-Lévy Brunswick (libretto).
Vanaf 1956 was hij ook regelmatig bij de Salzburger Festspiele te gast en zong onder andere de rol als "Tanzmeister" in Ariadne auf Naxos van Richard Strauss (muziek) en Hugo von Hofmannsthal (libretto) en als "Dancairo" in Carmen van Georges Bizet (muziek) en Henri Meilhac en Ludovic Halévy (libretto).
Gastoptredens verzorgde hij aan de Deutsche Oper am Rhein in Düsseldorf/Duisburg aan de Staatsopera in München en Stuttgart, aan de opera's van Keulen en Frankfurt am Main, Genève en Zürich, aan het Teatro alla Scala in Milaan, op het Festival in het baroktheater op Slot Drottningholm, aan de City Centre Opera in New York, in Amsterdam, aan de Koninklijke Muntschouwburg in Brussel, aan de opera van Kopenhagen, aan de opera in Rio de Janeiro, aan het Teatro Colón in Buenos Aires, aan de opera's in Boston, Cincinnati en Dallas. In 1981 zong hij de première in het Residenztheater van de Bayerische Staatsoper te München van de opera Lou Salomé van Giuseppe Sinopoli (muziek) en Karl Dietrich Gräwe (libretto).

### De lied- en concertzanger
Van Kesterens beroepscarrière als concertzanger begon hij in 1949 in Bazel, waar hij de tenorpartij zong in de negende symfonie van Ludwig van Beethoven. Maar ook zijn concertrepertoire is heel uitgebreid. Hij zong in ongeveer 30 jaar meer dan 400 keer de evangelist in de Matthäuspassion van Johann Sebastian Bach in alle continenten, van Londen tot Moskou en van Buenos Aires tot Tokio. Op advies van Benjamin Britten zong hij de Duitse première van zijn War Requiem met de Berliner Philharmoniker onder leiding van Herbert von Karajan. Met hetzelfde orkest en dezelfde dirigent zong hij de tenorpartij in de Symfonie nr. 9 en de Missa Solemnis van Ludwig van Beethoven tijdens het herdenkingsconcert in 1970 voor de explosie van de atoombom Little Boy op 6 augustus 1945 te Hiroshima.

### Onderscheidingen
Van Kesteren kreeg vele prijzen en onderscheidingen. Hij werd in 1970 geridderd in de Orde van Oranje-Nassau. In Duitsland werd hij onderscheiden met de hoogste nationale orde, de Orde van Verdienste van de Bondsrepubliek Duitsland (kruis van verdienste Ie klasse).
- Biblioteca Nacional de España: XX986916
- Bibliothèque nationale de France: cb139240595 (data)
- Gemeinsame Normdatei: 119288117
- International Standard Name Identifier: 0000 0000 5959 1491
- Library of Congress Control Number: n79054210
- MusicBrainz: 86c153af-dba1-4ff0-89dd-b5cda770dabe
- Nationale Bibliotheek van Tsjechië: xx0183477
- Nationale Bibliotheek van Israël: 987007404150305171
- Nederlandse Thesaurus van Auteursnamen: 071314180
- SNAC: w6tr8vnr
- Système universitaire de documentation: 161102867
- Virtual International Authority File: 51877395
- WorldCat: E39PBJfmp4M4Tx88TJXFRgBF8C